# Päivi Paunu
Päivi Paunu (właśc. Päivi von Hertzen; ur. 20 września 1946 w Helsinkach, zm. 14 grudnia 2016) – fińska piosenkarka.
W 1972 roku wystąpiła wraz z Kim Floorem w Konkursie Piosenki Eurowizji w Wielkiej Brytanii z piosenką Muistathan zajmując dwunastą pozycję i zdobywając 78 punktów.
Zmarła na raka 14 grudnia 2016.

## Dyskografia

### Albumy
- Päivi Paunu (1966)
- Päivi (1969)
- Uskon päivään kauniimpaan (1972)
- Hei vain (1973)
- Huomiseen mä luotan vieläkin (1973)
- Jos rakkaus jää (1977)
- Arkinen hartaus (1986)
- 20 suosikkia: Oi niitä aikoja (1996)
- Oi niitä aikoja - Kootut levytykset 1966-1971 (2010)